# 北海小英雄
《 北海小英雄》（Vicky The Viking，又譯為七海小英雄（香港）），是一部日本與德國合作的電視卡通，於1974年時首播。
作品全長78集，但1至52集由瑞鷹株式會社製作，53至78集則由日本動畫公司製作。本卡通是改編自瑞典作家努勒·強森（Runer Jonsson）的童書《維京海盜小威》（Vicke Viking）。另外，該作品由德國電視二台與富士電視台於1974年播出之後有很大的影響。在後來同樣以海盜為題材的作品《ONE PIECE》的作者尾田榮一郎曾說，他因為本作而喜歡海盜，同時也影響了《海盜戰記》的作者幸村誠的寫作構思。
北歐布蘭村的维京人水手，由黑龍船長帶領出航。黑龍船長的兒子小威，聰明過人，常常運用智慧幫助水手們渡過難關。小威只要摸摸鼻子，就能想出怪點子。

## 主要登場角色
動畫版配音員名單如下：
| 日文名 | 中文名 (齊威國際多媒體翻譯) | 中文名 (台灣舊版)   | 中文名 (新版)       | 日文配音                          | 中文配音   | 香港配音 |
| ------ | --------------------------- | ------------------- | ------------------- | --------------------------------- | ---------- | -------- |
|        | 小威                        | 小威                | 小威                | 栗葉子                            | 何德華(女) |          |
|        | 哈魯巴魯                    | 維京老大            | 哈瓦                | 富田耕生                          |            |          |
|        |                             |                     | 伊魯巴              | 中西妙子                          |            |          |
|        | 琪琪                        |                     | 奇奇                | 松金米子                          |            |          |
|        | 吉爾比                      | 吉爾比              | －                  | 堀絢子                            |            |          |
|        | 裘雷                        | 臭屁邱              | 臭屁邱              | 里見高志                          |            |          |
|        | 史諾雷                      | 瘋毛                | 瘋毛                | 瀧口順平                          |            |          |
|        | 烏洛布                      | 烏洛布              | 烏洛                | 北村弘一                          |            |          |
|        | 哥魯姆                      | 跳跳                |                     | 八代駿                            |            |          |
|        | 烏魯梅                      | 阿琴師              |                     | 和久井節緒                        |            |          |
|        | 法克賽                      | 胖胖                | 胖胖                | 西尾德                            |            |          |
|        | 史班 （壞心的史班）         | 史班 （壞心的史班） | 史班 （壞心的史班） | 加藤正之（前期） 大塚周夫（後期） |            |          |
|        |                             |                     | 巴爾塔克            | 雨森雅司                          |            |          |
|        |                             |                     | 霍可                | ？                                |            |          |
|        |                             | 春嬌                | 瑪麗亞              | ？                                |            |          |
|        | 旁白                        | 旁白                | －                  | 增山江威子                        |            |          |

但根據下面的動畫各集標題，瘋毛可能指兩個人物，一個是史諾雷，一個被稱作華麗的史諾貝

## 各話標題
標題的一部分以台灣的翻譯為準。(括號中代表齊威國際多媒體的翻譯)
| 1. 維京海盜誕生(維京人的誕生) 2. 失敗的處女航(出航了!失敗!) 3. 驚險大逃脫(緊張刺激大逃亡) 4. 再見蛀牙(蛀牙再見) 5. 打倒壞心史班(打敗壞心眼的史班) 6. 可怕的抽稅(交稅金不可怕) 7. 獵狼大考驗(抓野狼比賽) 8. 史班的反擊 9. 小威與海牛(小威與大海豹) 10. 廚房的約定(跟琪琪的約定) 11. 紅眼的巨人(紅眼睛的巨人們) 12. 救出維京老大作戰(解救哈魯巴魯大作戰) 13. 持鋒刃的城主(握有銳利武器的山賊) 14. 城堡未見之物(攻城計) 15. 大逃亡(快逃!快逃!) 16. 水攻(水攻大作戰) 17. 最初的消防隊(世界最早的消防隊) 18. 鴿子、小威和海牛(鴿子、小威和海豹) 19. 小威與大章魚(小威與大風箏) 20. 貪吃鬼國王(國王是貪吃鬼) 21. 25號呵欠粉(噴嚏粉25號) 22. 維京老大的寶箱(哈魯巴魯的寶箱) 23. 旱鴨子的復仇(槍魚復仇記) 24. 胖胖的新娘(法克賽的新娘) 25. 打倒幽靈船(打敗幽靈船) 26. 冰雪寶島 27. 小威與鯨魚母子 28. 海鷗的捲毛 29. 眾神之國迷路 30. 眾神之國奧林匹克 31. 丹麥大冒險－上集 32. 丹麥大冒險－下集 33. 來自北方的男子 34. 修拉村的少年（修拉克村的少年） 35. 小威的空中飛行 36. 維京老大迷路了(哈魯巴魯迷路) 37. 怪孩子兩小無猜(奇怪的招待) 38. 粉紅人的寶物(印加人的寶物) 39. 愛打扮的瘋毛 40. 瘋毛的長髮(史諾貝的捲髮) 41. 懷舊富拉凱村 42. 村內的馬戲團 43. 泥人偶戰爭 44. 富拉凱人討厭下田 45. 雷聲的布魯雷德 46. 智齒與地道作戰 47. 小威的竹馬作戰 48. 任性的布魯雷德大反擊 49. 大木馬的贈禮 50. 北極探險 51. 維京老大的逃脫作戰 52. 小威的火山島冒險 （台灣版至第52集完結） | 以下是台灣未播出的內容： 1. 維京老大擊退大熊 2. 維京老大與醜女感冒 3. 烏落布老爺爺的活動 4. 上好的土產 5. 小威與千千的漂流記 6. 不害怕狼 7. 急簡就章的救出作戰 8. 巴路里的女王 9. 傷腦筋的怪異 10. 幫助幽靈 11. 真正的海盜 12. 瘋毛的大預言 13. 黃金劍與滑翔機 14. 追逐大勝利 15. 結合河川 16. 臭屁邱與瘋毛的吵架 17. 下一任老大是誰 18. 維京老大的紙話劇 19. 寶物是私房錢鑰匙 20. 小威與爸爸的知識比較 21. 羅賓小爸的小島 22. 哪座山最高 23. 不哭的臭屁邱 24. 胖胖與汽球的倫多女孩 25. 贈送新船（原版完結篇） |

## 主題歌

### 日文版
- 片頭曲

作詞－丘克美 · 作曲/編曲－宇野誠一郎 · 歌－栗葉子與維京海盜團
- 片尾曲

作詞－雨宮雄兒 · 作曲/編曲－宇野誠一郎 · 歌－松金米子

作詞－雨宮雄兒 · 作曲/編曲－宇野誠一郎 · 歌－ノテアトル·エコー

作詞－雨宮雄兒 · 作曲/編曲－宇野誠一郎 · 歌－栗葉子與維京海盜團

### 台灣版
- 北海小英雄(一版)

作詞：鄧鎮湘 作曲：汪石泉 主唱：松江兒童合唱團 錄音：新黎明唱片
- 北海小英雄(二版)

作詞：張敏祥 作曲：張敏祥

### 香港版
- 七海小英雄

作詞：鄭國江 作曲：顧嘉煇
主唱：張圓圓

## 3D立體新版
本作於2011年4月由比利時的studio 100動畫公司重新改編製作，全部總共13集、為當代的3D立體版動畫。於2014年八月在台灣MOMO親子台先行於下午一點播出，與同時新播出的小蜜蜂瑪雅立體新版共用時段。

### 每集標題
1. 目標天際線
2. 維京人的護身紙
3. 洞窟的怪物
4. 齒輪大作戰
5. 小威與流星
6. 阿琴師的人偶劇
7. 肚子餓的海怪
8. 哈瓦的交換
9. 風之女王
10. 野狼親子
11. 魔法大蛤蟆
12. 黎安那女王的小島
13. 哈瓦變身？

## 3D動畫電影
於2019年首映《北海小英雄：魔劍傳奇》（Vic the Viking and the Magic Sword），由法國、德國、比利時製片。

## 海外播放
在台灣，1982年1月27日於台灣電視公司（台視）首播，國語配音製作單位為開聯錄音。除了台視曾重播多次外，在首播多年後包括TVBS歡樂台與MOMO親子台等頻道亦有重播。
香港方面，1976年電視廣播有限公司於翡翠台推出此動畫，中譯版的主題曲由張圓圓所唱。後來亞洲電視為免不與另一部相同譯名的動畫混淆，於1983年在中文台重播時譯為《小海盜》。
| 富士電視系 星期三 19:00－19:30                                                                    | 富士電視系 星期三 19:00－19:30                                       | 富士電視系 星期三 19:00－19:30                                                          |
| ------------------------------------------------------------------------------------------------- | -------------------------------------------------------------------- | --------------------------------------------------------------------------------------- |
|                                                                                                   | 北海小英雄 （1974年4月3日－1975年9月24日）                           |                                                                                         |
| 荒野少年 （1973年4月4日－1974年3月27日）                                                          | 天方夜譚 （1975年10月1日－1976年9月29日）                            |                                                                                         |
| 華視 星期六日 17:00-17:30(2013年8月15日起提前2分鐘播出)                                           |                                                                      |                                                                                         |
| Power星期天 (星期六)天才衝衝衝 (星期日) (以上節目皆為16:00-17:30,北海小英雄播出後則提前1小時播出) | 北海小英雄 （2013年1月19日-7月21日） （2013年7月27日-2014年1月19日） | 遊戲王5D's (星期六)宇宙兄弟 (星期日) (以上節目皆為16:58-17:28,北海小英雄播畢後向前遞補) |
| MOMO親子台 星期一至五 17:30-18:00(14-00:14-30重播)                                                |                                                                      |                                                                                         |
| 待查                                                                                              | 北海小英雄 （2012年7月16日-9月25日）                                 | 待查                                                                                    |
| MOMO親子台 星期一至五 21:30-22:00                                                                 |                                                                      |                                                                                         |
| 待查                                                                                              | 北海小英雄 （日期待查）                                              | 待查                                                                                    |
| MOMO親子台 星期一至五 13:15-13:30(與小蜜蜂瑪雅共用時段)                                           |                                                                      |                                                                                         |
| 龍龍與忠狗小蜜蜂瑪雅                                                                              | 新北海小英雄 （2014年8月26日-）                                      | 阿爾卑斯山的少女                                                                        |